# K'iche'
Cet article concerne la langue k'iche'. Pour le peuple quiché, voir Quiché.
Le k'iche' (ou quiché, dans l'orthographe espagnole)  est une langue maya parlée au Guatemala.

## Répartition géographique
La communauté k'iche', avec 1 270 953 personnes déclarées au recensement de 2002, est la plus nombreuse des populations mayas du Guatemala. Les K'iche' occupent le Sud-Ouest du pays et vivent dans un grand nombre de municipios situés dans les départements de Quiché, Quetzaltenango, Retalhuleu, Totonicapán, Suchitepéquez, Sololá, Huehuetenango, San Marcos et Chimaltenango.

## Écriture
La langue, comme les autres langues mayas du Guatemala, est dotée d'une écriture basée sur l'alphabet latin, dérivée, en partie, de l'orthographe espagnole.

## Phonologie
Les tableaux présentent les phonèmes du k'iche', avec à gauche l'orthographe en usage au Guatemala.

### Voyelles
|         | Antérieure  | Centrale | Postérieure |
| ------- | ----------- | -------- | ----------- |
| Fermée  | i [i] ï [ɪ] |          | ü [ʊ] u [u] |
| Moyenne | e [e]       | ä [ə]    | o [o]       |
| Ouverte | ë [ɛ]       | a [a]    | ö [ɔ]       |

### Consonnes
|               |               | Bilabiale | Alvéolaire | Palatale  | Vélaire | Uvulaire | Glottale |
| ------------- | ------------- | --------- | ---------- | --------- | ------- | -------- | -------- |
| Occlusives    | Sourdes       | p [p]     | t [t]      |           | k [k]   | q [q]    | ’ [ʔ]    |
| Occlusives    | Éjectives     |           | tʼ [tʼ]    |           | kʼ [kʼ] | qʼ [qʼ]  |          |
| Occlusives    | Implosives    | bʼ [ɓ]    |            |           |         |          |          |
| Fricatives    | Fricatives    |           | s [s]      | x [ʃ]     |         | j [χ]    |          |
| Affriquées    | Sourdes       |           | tz [t͡s]    | ch [t͡ʃ]   |         |          |          |
| Affriquées    | Éjectives     |           | tzʼ [t͡sʼ]  | chʼ [t͡ʃʼ] |         |          |          |
| Nasales       | Nasales       | m [m]     | n [n]      |           |         |          |          |
| Liquides      | Liquides      |           | l [l]      |           |         |          |          |
| Roulées       | Roulées       |           | r [r]      |           |         |          |          |
| Semi-voyelles | Semi-voyelles | w [w]     |            | y [j]     |         |          |          |